# Trieenia longipedicellata
Trieenia longipedicellata är en flenörtsväxtart som beskrevs av O.M. Hilliard. Trieenia longipedicellata ingår i släktet Trieenia och familjen flenörtsväxter. Inga underarter finns listade i Catalogue of Life.